# A.C. Milan w sezonie 1996/1997

Klubowe barwy Milanu

Osiągnięcia i skład piłkarskiego zespołu A.C. Milan w sezonie 1996/97.

## Osiągnięcia
- Serie A: 11. miejsce
- Puchar Włoch: odpadnięcie w 1/4 finału
- Liga Mistrzów: odpadnięcie w fazie grupowej

## Skład zespołu
Bramkarze:
| 1.  | Włochy | Sebastiano Rossi  |
| 12. | Włochy | Mario Ielpo       |
| 17. | Włochy | Gabriele Aldegani |
| 25. | Włochy | Angelo Pagotto    |

Obrońcy:
| 3.  | Włochy             | Paolo Maldini           |
| 5.  | Włochy             | Filippo Galli           |
| 6.  | Włochy             | Franco Baresi (kapitan) |
| 11. | Włochy             | Alessandro Costacurta   |
| 13. | Włochy             | Francesco Coco          |
| 14. | Holandia · Surinam | Michael Reiziger        |
| 26. | Włochy             | Pietro Vierchowod       |
| 27. | Włochy             | Mario Stancanelli       |
| 21. | Włochy             | Mauro Tassotti          |

Pomocnicy:
| 4.  | Włochy             | Demetrio Albertini |
| 8.  | Francja · Ghana    | Marcel Desailly    |
| 10. |                    | Dejan Savićević    |
| 15. | Włochy             | Massimo Ambrosini  |
| 20. | Chorwacja          | Zvonimir Boban     |
| 22. | Holandia · Surinam | Edgar Davids       |
| 24. | Włochy             | Stefano Eranio     |
| 34. | Szwecja            | Jesper Blomqvist   |

Napastnicy:
| 9.  | Liberia | George Weah        |
| 16. | Włochy  | Tomas Locatelli    |
| 18. | Włochy  | Roberto Baggio     |
| 19. | Francja | Christophe Dugarry |
| 23. | Włochy  | Marco Simone       |